# Sam Gevers
Sam Gevers (Geel, 10 november 1985) is een Belgisch muzikant en componist. 

## Componist
Sam Gevers componeerde de muziek voor volgende musical producties:
- 2014: Marie-Antoinette (Productie: Historalia)
- 2015: Gheelamania II (Productie: Stad Geel)
- 2016: King Albert I (Productie: Historalia)
- 2018: Zoo of life (Productie: Zoo Antwerpen)
- 2018: Rubens (Productie: Historalia)
- 2020: Gheelamania III (Productie: Stad Geel)
- 2021: 1830 (Productie: Historalia)
- 2023: Damiaan (Productie: Historalia)
- 2023: Marie-Antoinette 2.0 (Productie: Historalia)
- 2024: Jeanne d'Arc (Productie: Historalia)
- 2025: Anne Boleyn

Hij schreef ook de eindgeneriek van De Buurtpolitie: De Grote Geldroof.
De muziek van Sam Gevers is uitgegeven bij Tapspace en UMMP en omvat werken voor de Open Nederlandse Slagwerk Kampioenschappen (ONSK) en het WMC.
Gevers componeerde eveneens alle zanglessen voor "Tierelier", de notenleer methode van De Muziekcarrousel.

## Publicaties
Percussie solo
- Wooden Storybook (Tapspace Publishers)
- B.A.M. (Basic All-Round method for Drumset) (UMMP Publishers)
- 10 Pieces for Marimba (UMMP Publishers)
- Carcharodon Carcharis (Metropolis)
- A Change of ideas (Metropolis)
- African Suite (Metropolis)
- Orient express (Metropolis)

Percussie ensemble
- On the Run (UMMP Publishers)
- Falling... in love (UMMP Publishers)
- Frozen Planet (UMMP Publishers)
- Metamorphonic (UMMP Publishers)
- No man's land (UMMP Publishers)

Musical
- Albert 1 Songbook (Metropolis Music Publishers)
- Rubens Songbook (Metropolis Music Publishers)
- Zoo of life Songbook (Metropolis Music Publishers)

Educatief
- Als de bomen straks gaan rijden (Huniyāgar)
- Soundscape (Uitgeverij Van In)
- Tierelier (De Muziekcarrousel)

## Muzikant
Sam Gevers studeerde af als slagwerker, pedagoog en dirigent aan het Koninklijk Conservatorium Antwerpen.
Sinds 2010 is hij verbonden als drummer aan de Koninklijke Muziekkapel van de Marine.
In het eerste seizoen van Iedereen beroemd was Gevers elke woensdag te zien in de creatieve afsluiter "Het laatste woord".
Van 2008 tot 2021 toerde hij met zijn slagwerkgezelschap "Percussive" in de Vlaamse cultuurcentra.
Sinds 2017 doceert Gevers creatief project aan het Koninklijk Conservatorium Antwerpen.